# Sumvitg
Sumvitg (, toponimo romancio; in tedesco Somvix, ufficiale fino al 1985, in italiano Sonvico o Sommovico, desueti) è un comune svizzero di 1 079 abitanti del Canton Grigioni, nella regione Surselva.

## Geografia fisica

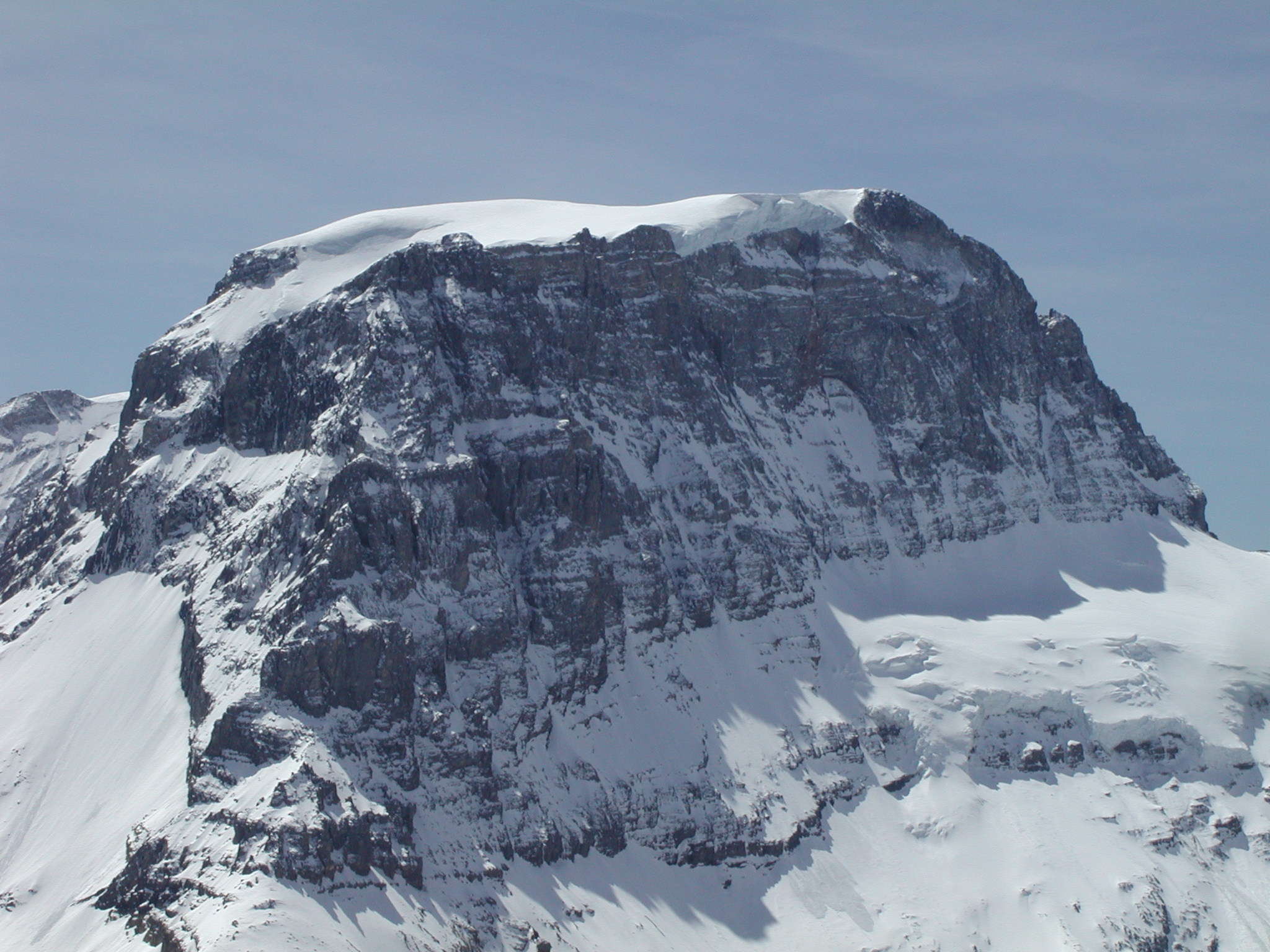
Il monte Tödi

Il comune si estende tra l'omonima valle e quella del Reno Anteriore.

## Monumenti e luoghi d'interesse
- Chiesa parrocchiale cattolica di San Giovanni Battista, attestata dal 1175[3];
- Chiesa parrocchiale cattolica di San Placido in località Surrein, attesta dal 1702[4];
- Cappella in legno in località Sogn Benedetg, eretta da Peter Zumthor nel 1985-1988[3];
- Diga di Runcahez, costruita nel 1961[4].

## Società

### Evoluzione demografica
L'evoluzione demografica è riportata nella seguente tabella:
Abitanti censiti

### Lingue e dialetti
Nel 2000 l'88% della popolazione parlava romancio, il 10% tedesco.

## Geografia antropica

### Frazioni
Le frazioni di Sumvitg sono:
- Compadials
- Rabius

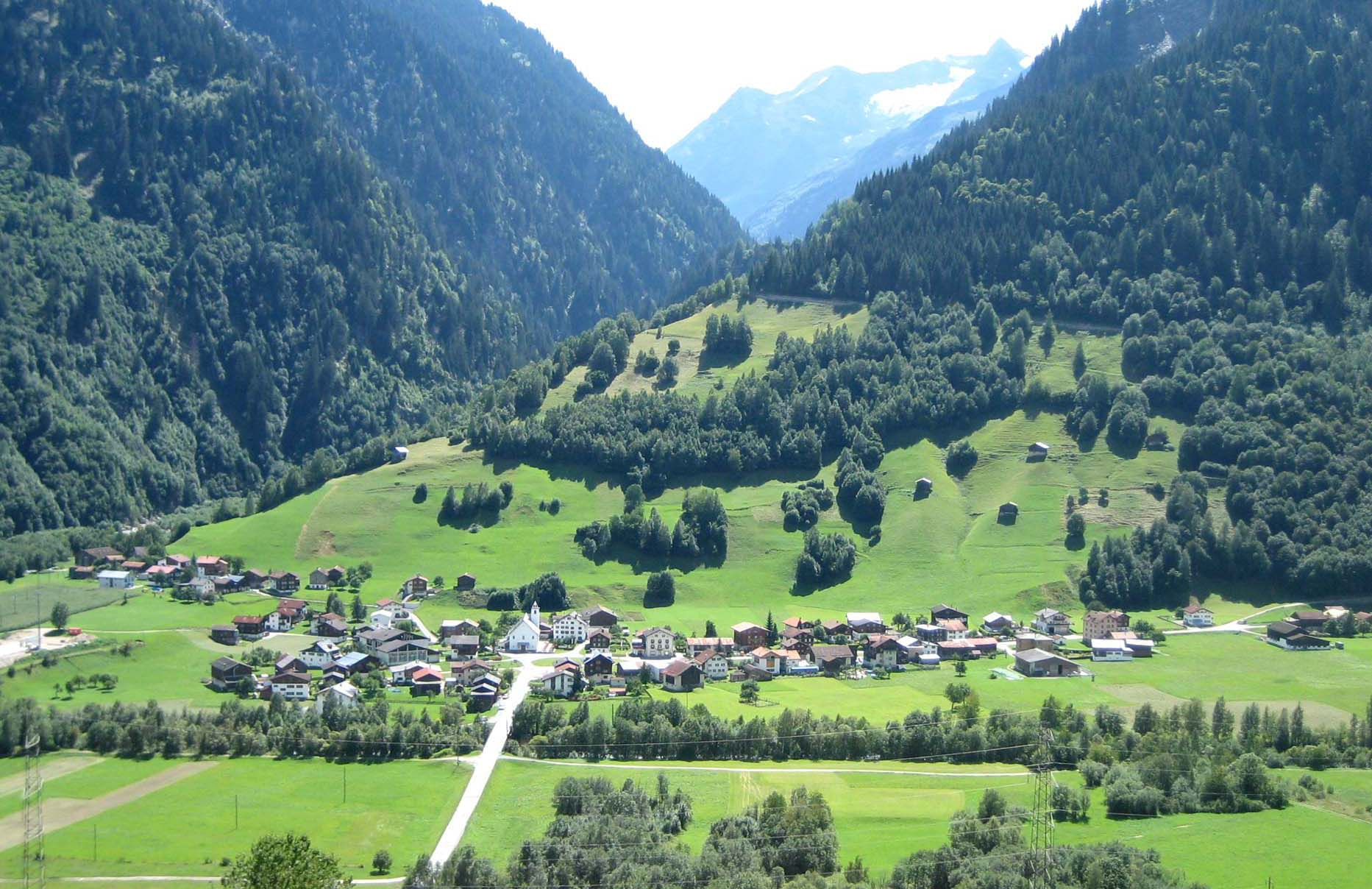
Surrein

- Surrein (ascoltaⓘ, toponimo romancio; in tedesco Surrhein)[4]
  - Portas
  - Val

## Infrastrutture e trasporti

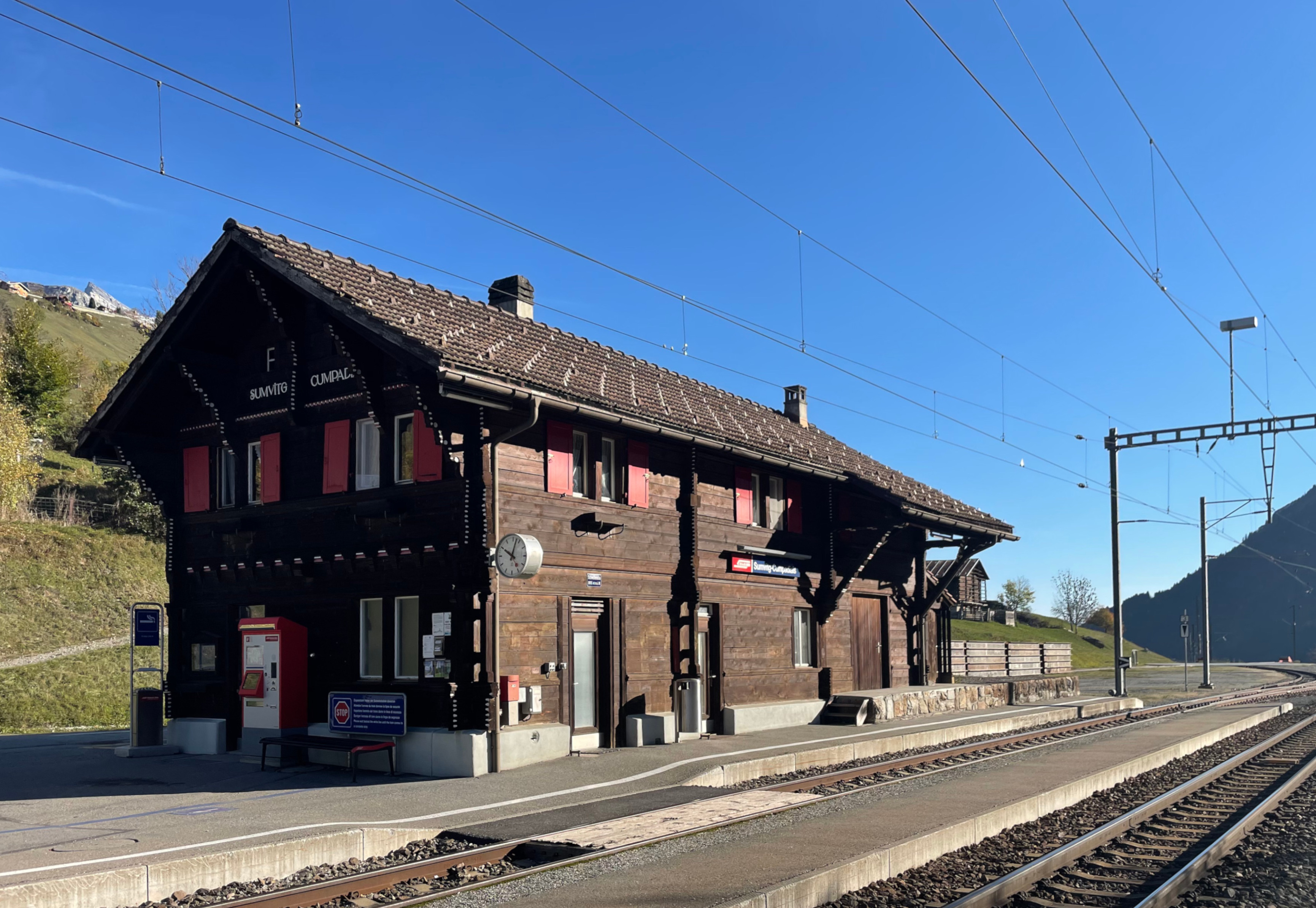
La stazione di Sumvitg-Cumpadials

Sumvitg è servito dalle stazioni di Rabius-Surrein e di Sumvitg-Cumpadials della Ferrovia Retica (linea Reichenau-Disentis).